# Puerta Oscura
La Puerta Oscura (en húngaro: Sötétkapu) es un túnel situado bajo la superficie artificial del castillo de la colina, cerca de la Basílica de San Adalberto en Esztergom, Hungría.
El túnel mide 90 metros de largo, y sigue la línea de los antiguos muros del este del castillo. Todo el túnel es abovedado, y fue construido en estilo neo-clásico.
La construcción de la Puerta Oscura se inició en 1824 por parte de Alexander Rudnay, arzobispo de Esztergom, dos años después de que se pusieron los cimientos de la basílica de San Adalberto. Se le dio el nombre de Puerta Oscura por la falta de iluminación. El objetivo principal del túnel era conectar directamente las casas canónicas con el Seminario, pero también conectar Szentgyörgymező con el centro de Esztergom.